# Taco gobernador
Los tacos gobernador son una variedad de tacos típicos del estado mexicano de Sinaloa
Y además, se encuentran en la posición veintitrés del ranking de los 50 platillos mejor valorados en todo el mundo, según la guía culinaria Taste Atlas.

## Origen
En 1998 en Guadalajara, Jalisco el entonces gobernador, el Ing. Alberto Cárdenas Jiménez, visitó el Restaurante Los Arcos y el fundador, Eduardo Armando Angulo Salomón, quiso sorprenderlo. Sabía del gusto del gobernador por la machaca de camarón, de modo que creó un taco en el que, además, había queso fundido y chile poblano, entre otros ingredientes. Cuando el gobernador quiso conocer el nombre del platillo, el chef respondió: “taco gobernador”.

## Ingredientes
Los ingredientes principales de los tacos gobernador son: camarón, cebolla, chile poblano, tomate y queso. Además, se suele utilizar mantequilla para cocinarlos y para dorar las tortillas de maíz. El resultado es un taco que se asemeja a las quesadillas.

## Variedades
La creciente popularidad de este platillo hizo que existan versiones diferentes, como la de marlín desmenuzado envuelto en una tortilla, ya sea de harina o de maíz y acompañado con salsa y cebolla.